# Anton Dremelj - Resnik
Anton Dremelj - Resnik, slovenski pravljičar, * 19. februar 1910, Petrušnja vas na Dolenjskem, † 9. september 1960.

### Življenje
Anton Dremelj - Resnik se je rodil v Petrušnji vasi na Dolenjskem. Bil je prvi izmed štirih otrok. Pri štirih letih je v prvi svetovni vojni izgubil očeta, pri osemnajstih pa še mater, po kateri je podedoval domačo kmetijo in tako že kot mlad fant postal »gruntni posestnik«.  Vse življenje se je držal svoje posesti, ki sicer ni bila velika, preživetje pa je vendarle omogočala. Oženil se je z Ano Mahkovec in imela sta šest otrok. 
Obiskoval je štiriletno ljudsko šolo v Šentvidu. Včlanil se je tudi v telovadno društvo in se izkazal za zelo gibčnega, čeprav je bil majhne rasti. Celo na svoji kmetiji je postavil bradljo.
Bil je zelo družaben človek: rad je govoril, pel ter igral na orglice ali tamburico.

### Delo
Resnik je bil predvsem izvrsten pravljičar. Večino pripovedi je prevzel od svojega deda Antona (1853-1934), ki je veljal za najboljšega vaškega pripovedovalca.
Anton Dremelj je Matičetovemu povedal čez 60 pripovedi, dolgih in kratkih, le-ta pa jih je kasneje tudi posnel ali zapisal.

## Vir
- Anja Štefan, (1999). O Pustu in zakletem gradu: slovenska ljudska pravljica. Ljubljana: Slovenska knjiga.(COBISS)